# Rokytnice (ort i Tjeckien, Olomouc)
Rokytnice är en ort i Tjeckien.   Den ligger i regionen Olomouc, i den östra delen av landet, 230 km öster om huvudstaden Prag. Rokytnice ligger 215 meter över havet och antalet invånare är 1 422.
Terrängen runt Rokytnice är platt. Runt Rokytnice är det tätbefolkat, med 636 invånare per kvadratkilometer. Närmaste större samhälle är Přerov, 4,5 km öster om Rokytnice. Trakten runt Rokytnice består till största delen av jordbruksmark.